# Бранданзиньо
Бранданзиньо (порт. Brandãozinho; 9 июня 1925, Кампинас — 4 апреля 2000, Сан-Паулу), настоящее имя Антенор Лукас (порт. Antenor Lucas) — бразильский футболист, атакующий полузащитник.

## Карьера
Бранданзиньо начал свою карьеру в клубе «Кампинас», затем в 1943 году перешёл в другой сан-паульский клуб, «Португеза Сантиста».
В 1949 году Бранданзиньо перешёл в «Португеза Деспортос», в которой дебютировал 1 сентября 1949 года в товарищеской игре с клубом «Палмейрас», которая завершилась поражением «Португезы» со счётом 1:3. В официальном матче за «Португезу» Бранданзиньо впервые сыграл 10 дней спустя: 11 сентября в чемпионате Сан-Паулу «Португеза» встречалась с «Коринтиансом», игра вновь завершилась поражением клуба Бранданзиньо со счётом 1:3, но у «Португезы» было оправдание, его игрок получил травму и ушёл с поля, а замены в те годы ещё не практиковались. 26 сентября пришла и первая победа «Португезы», со счётом 4:1 был обыгран бывший клуб Бранданзиньо «Португеза Сантиста», один из мячей на счету Бранданзиньо, ставший первым голом игрока в составе «Деспортос». Бранданзиньо выступал в «Португеза Деспортос» на протяжении 7 лет, выиграв с клубом два турнира Рио-Сан-Паулу в 1952 и 1955 году.
В сборной Бразилии Бранданзиньо дебютировал 6 апреля 1952 года в матче панамериканских игр с командой Мексики, выигранный бразильцами со счётом 2:0, а всего провёл за национальную команду 18 игр (16 официальных), участвуя с ней на чемпионате Южной Америки в 1953 году, на которой провёл 4 матча, а бразильцы стали вторыми, и на чемпионате мира в 1954 году, где провёл 3 игры.
Завершил карьеру Бранданзиньо в 1956 году в возрасте 31 года из-за неудачной операции, сделанной после перелома обеих ног. Однако 3 июня 1957 года Бранданзиньо попытался вернуться в футбол, выйдя на поле во второй команде «Португеза Деспортос», этот матч стал последним в карьере футболиста.
После окончания карьеры игрока, Бранданзиньо стал журналистом, около 30 лет работал в газете Сан-Паулу-Детран, а после работал учителем в школе (Бранданзиньо был профессором математики) в Лаврасе.
Скончался Бранданзиньо 4 апреля 2000 года в Сан-Паулу.

## Достижения
- Чемпион турнира Рио-Сан-Паулу: 1952, 1955
- Чемпион панамериканские игр: 1952